# Arbi Sadok
Arbi Sadok, né le 14 janvier 1990, est un footballeur tunisien évoluant au poste de milieu de terrain avec l'Espérance sportive de Tunis.

## Palmarès
- Coupe nord-africaine des vainqueurs de coupe :
  - Vainqueur : 2008